# Lü Gong
Lü Gong (chinesisch 吕公) war ein Offizier des chinesischen Warlords Liu Biao zur Zeit der Drei Reiche. Während aus historischen Quellen fast nichts über ihn bekannt ist, gewinnt seine Figur in Luo Guanzhongs Roman Die Geschichte der Drei Reiche eine deutlichere Gestalt.
Als Sun Jian im Jahre 191 einen Angriff auf Liu Biao unternimmt, bereitet Lü Gong einen Hinterhalt vor: Er lässt an den Berghängen Baumstämme (in einer anderen Version Felsbrocken) aufstapeln, und sobald Sun Jian durch den Pass auf den Han Jiang zureitet, wird er von den herabpolternden Baumstämmen bzw. Felsen erschlagen.
| Personendaten    | Personendaten                      |
| ---------------- | ---------------------------------- |
| NAME             | Lü Gong                            |
| KURZBESCHREIBUNG | chinesischer Kommandeur            |
| GEBURTSDATUM     | 2. Jahrhundert                     |
| STERBEDATUM      | 2. Jahrhundert oder 3. Jahrhundert |